# Národní park Gran Sasso e Monti della Laga
Národní park Gran Sasso e Monti della Laga (italsky Parco nazionale del Gran Sasso e Monti della Laga) je italský národní park, který leží převážně v regionu Abruzzo (v provinciích L'Aquila, Teramo a Pescara), ve střední části Itálie. Dále také zasahuje do regionů Lazio (provincie Rieti) a Marche (provincie Ascoli Piceno). Park má rozlohu 1 413 km2 a byl založen v roce 1991.

## Geografie
Dominantu národního parku tvoří nejvyšší horský masiv Apeninského pohoří Gran Sasso s nejvyšší horou Corno Grande (2 912 m). Gran Sasso vystupuje z náhorní plošiny Campo Imperatore rozkládající se v nadmořské výšce 1 800 m. Na severním svahu Gran Sassa se nachází nejjižněji položený ledovec v Evropě Calderone. Severně od Gran Sassa leží horské pásmo Monti della Laga. Většina tohoto pohoří je zalesněna, rostou zde především buky, jedle, kaštanovníky seté a duby cer.

## Flora a fauna
V parku se nachází více než dva tisíce druhů rostlin, z nichž některé rostou pouze v této oblasti, například abruzzská protěž alpská. Z živočichů zde žijí vlci, srnci, kočky divoké, divoká prasata, veverky nebo vzácní kamzíci horští. Z ptáků se zde vyskytují orel skalní, káně lesní, sokol stěhovavý, jestřáb lesní nebo strakapoud bělohřbetý. Z hmyzu například ohrožený jasoň červenooký.